# Marie Jeanne Rehm
Marie Jeanne Rehm, née le 11 avril 1854 à Raville et morte le 29 août 1930 à Lavaur, est une peintre française.

## Biographie
Marie Jeanne Rehm est la fille de Pierre Charles Félix Rehm, propriétaire cultivateur et de Victorine Paigné. Sa sœur Victorine Rehm sera peintre également.
Élève de Jean-Jacques Henner, de Carolus-Duran et de Raphaël Collin, elle expose au Salon à partir de 1880 et devient professeur de dessin.
En 1926, elle est installée à Lavaur, rue du Père-Colin, avec ses sœurs.
Elle meurt célibataire à l'âge de 76 ans à son domicile.